# Hetzelhof (Aspach)

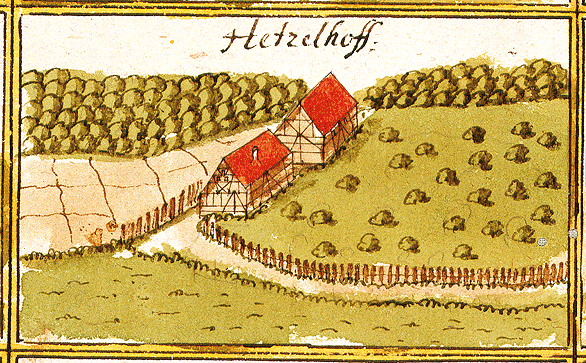
Der Hetzelhof (Hetzelhoff) um 1686 von Andreas Kieser

Der Hetzelhof (früher auch Hetzelhoff, Etzelhof, Hezelhof, Hezelberg oder Hezelsberg) ist eine Mitte des 19. Jahrhunderts abgegangene Siedlung (Wüstung) auf der Gemarkung der heutigen Gemeinde Aspach.

## Lage
Der Hetzelhof lag nordöstlich von Kleinaspach und westlich des Warthofs auf den waldreichen Löwensteiner Bergen.

## Geschichte
Der Hetzelhof war stets eng mit der Burg Wartenberg (dem heutigen Warthof) und dem ebenfalls abgegangenen Katzenbachhof verbunden. Der Hof lag auf einer Hochebene auf einer Rodungsinsel. Der Hof war von Äckern und Wiesen umgeben und durch die tiefe Wolfsklinge vom Warthof getrennt.
Auf einer Karte von Georg Gadner von 1593 erschien der Hof als Hetzlinsberg. Nach einer Ansicht von Andreas Kieser bestand der Hof Ende des 17. Jahrhunderts aus zwei Gebäuden. Der Hof kam mit dem Anteil derer von Eltershofen von Kleinbottwar und Schaubeck 1749 durch Kauf von Elisabeth Marie Charlotte von Haindel, geb. von Gaisberg, an das herzogliche Haus. 1765 fiel der Hetzelhof an die Herren von Kniestedt und danach an die Freiherren von Brusselle. Um 1830 bestand der Hetzelhof noch aus 8 größeren und kleineren Gebäuden. Der Altbauer Johannes Schuster bewirtschaftete den Hetzelhof als herrschaftlicher Pächter noch bis 1859. Anschließend siedelte er nach Allmersbach am Weinberg über.
Der Staat Württemberg kaufte die Parzellen des Hetzelhofs zusammen mit dem Warthof von 1862 bis 1863 sukzessive von dem Freiherren Felix Friedrich von Brusselle. Anschließend wurden die Äcker und Wiesen aufgeforstet und somit in Wald umgewandelt. Bis 1866 waren alle 8 Gebäude bis auf eine Scheune abgegangen. In der Beschreibung des Oberamts Marbach von 1866 wird der Hetzelhof noch als Wohnplatz erwähnt, allerdings ohne Einwohner. Für lange Zeit waren noch Grundmauern des Hofs sichtbar, heute sind bis auf einzelne Sandsteine keine Reste mehr erkennbar.

### Einwohnerentwicklung
1810: 14 Einwohner